# 16. etape af Tour de France 2010
Sekstende etape af Tour de France 2010 var en 199,5 km lang bjergetape. Den blev kørt tirsdag d. 20. juli fra Bagnères-de-Luchon til Pau.
- Etape: 16. etape
- Dato: 20. juli
- Længde: 199,5 km
- Danske resultater:

042. Jakob Fuglsang + 6.45
082. Chris Anker Sørensen + 23.42
099. Matti Breschel + 34.48
108. Nicki Sørensen + 34.48
112. Brian Vandborg + 34.48
- Gennemsnitshastighed: 36,1 km/t

## Point- og bjergspurter

### 1. sprint (Bielle)
Efter 164,5 km
| Vinder | Carlos Barredo    | 6p |
| 2.     | Christophe Moreau | 4p |
| 3.     | Lance Armstrong   | 2p |

### 2. sprint (Gan)
Efter 185,5 km
| Vinder | Carlos Barredo      | 6p |
| 2.     | Christophe Moreau   | 4p |
| 3.     | Jurgen Van de Walle | 2p |

### 1. bjerg (Col de Peyresourde)
1. kategori stigning efter 11 km
| Plads | Navn             | Point |
| ----- | ---------------- | ----- |
| 1.    | Sylwester Szmyd  | 15    |
| 2.    | Anthony Charteau | 13    |
| 3.    | Roman Kreuziger  | 11    |
| 4.    | Matthew Lloyd    | 9     |
| 5.    | Eros Capecchi    | 8     |
| 6.    | Ryder Hesjedal   | 7     |
| 7.    | Bradley Wiggins  | 6     |
| 8.    | Lance Armstrong  | 5     |

### 2. bjerg (Col d'Aspin)
1. kategori stigning efter 42,5 km
| Plads | Navn             | Point |
| ----- | ---------------- | ----- |
| 1.    | Anthony Charteau | 15    |
| 2.    | Sandy Casar      | 13    |
| 3.    | Roman Kreuziger  | 11    |
| 4.    | Ryder Hesjedal   | 9     |
| 5.    | Carlos Sastre    | 8     |
| 6.    | Rui Costa        | 7     |
| 7.    | Eros Capecchi    | 6     |
| 8.    | Lance Armstrong  | 5     |

### 3. bjerg (Col du Tourmalet)
HC kategori stigning efter 72 km
| Plads | Navn                | Point |
| ----- | ------------------- | ----- |
| 1.    | Christophe Moreau   | 20    |
| 2.    | Pierrick Fédrigo    | 18    |
| 3.    | Damiano Cunego      | 16    |
| 4.    | Lance Armstrong     | 14    |
| 5.    | Sandy Casar         | 12    |
| 6.    | Carlos Barredo      | 10    |
| 7.    | Rubén Plaza         | 8     |
| 8.    | Chris Horner        | 7     |
| 9.    | Jurgen Van de Walle | 6     |
| 10.   | Ignatas Konovalovas | 5     |

### 4. bjerg (Col d'Aubisque)
HC kategori stigning efter 138 km
| Plads | Navn                | Point |
| ----- | ------------------- | ----- |
| 1.    | Christophe Moreau   | 40    |
| 2.    | Pierrick Fédrigo    | 36    |
| 3.    | Chris Horner        | 32    |
| 4.    | Rubén Plaza         | 28    |
| 5.    | Lance Armstrong     | 24    |
| 6.    | Damiano Cunego      | 20    |
| 7.    | Carlos Barredo      | 16    |
| 8.    | Jurgen Van de Walle | 14    |
| 9.    | Sandy Casar         | 12    |
| 10.   | Ignatas Konovalovas | 10    |

## Resultatliste
|    | Navn                | Land     | Hold                  | Tid     |
| -- | ------------------- | -------- | --------------------- | ------- |
| 1  | Pierrick Fédrigo    | Frankrig | Bbox Bouygues Telecom | 5:31.43 |
| 2  | Sandy Casar         | Frankrig | Française des Jeux    | + 0.00  |
| 3  | Rubén Plaza         | Spanien  | Caisse d'Epargne      | + 0.00  |
| 4  | Damiano Cunego      | Italien  | Lampre-Farnese Vini   | + 0.00  |
| 5  | Chris Horner        | USA      | Team RadioShack       | + 0.00  |
| 6  | Lance Armstrong     | USA      | Team RadioShack       | + 0.00  |
| 7  | Jurgen Van de Walle | Belgien  | Quick Step            | + 0.00  |
| 8  | Christophe Moreau   | Frankrig | Caisse d'Epargne      | + 0.00  |
| 9  | Carlos Barredo      | Spanien  | Quick Step            | + 0.28  |
| 10 | Thor Hushovd        | Norge    | Cervélo TestTeam      | + 6.45  |
| 11 | José Joaquín Rojas  | Spanien  | Caisse d'Epargne      | + 6.45  |
| 12 | Eros Capecchi       | Italien  | Footon-Servetto-Fuji  | + 6.45  |
| 13 | Nicolas Roche       | Irland   | Ag2r-La Mondiale      | + 6.45  |
| 14 | Gerald Ciolek       | Tyskland | Team Milram           | + 6.45  |
| 15 | Martin Elmiger      | Schweiz  | Ag2r-La Mondiale      | + 6.45  |

## Manglende ryttere
- 198  Bram Tankink (RAB) stillede ikke til start.
- 217  Iban Mayoz (FOT) stillede ikke til start.

## Ekstern henvisning
- Etapeside Arkiveret 16. juli 2010 hos  Wayback Machine på Letour.fr Arkiveret 28. februar 2011 hos  Wayback Machine (fransk) (engelsk)